# Ordre de bataille lors du siège d'Arras (1640)
Ce qui suit est l'ordre de bataille des forces militaires ayant participé au siège d'Arras (1640), qui eut lieu du 13 juin au 9 août 1640.

## Royaume de France
Les troupes françaises sont composées de 23 000 fantassins et 9 000 cavaliers divisés en 5 corps d'armée :
- Corps d'armée du maréchal de Châtillon
- Corps d'armée du  maréchal de Chaulnes
- Corps d'armée du duc de La Meilleraye (16 régiments)
- Corps d'armée de Frédéric-Henri

Le corps d'armée de secours est composé de 18 000 hommes
- Corps d'armée du gouverneur de Lorraine du Hallier

Liste des régiments français présentés comme ayant participé au siège d'Arras de 1640
- Régiment d'Andelot (Infanterie)
- Régiment d'Aubeterre (Infanterie)[1]
- Régiment de Béarn (Infanterie)
- Régiment de Beauce (Infanterie)[1]
- Régiment de Bellefonds (Infanterie)[1]
- Régiment de Biscaras (Infanterie)[1]
- Régiment de Bussy-Lameth (cavalerie)[2]
- Régiment de Bussy-Lameth (Infanterie)
- Régiment de Bussy-Rabutin (infanterie)[1]
- Régiment de Clanleu (Infanterie)[1]
- Régiment d'Espagny (Infanterie)
- Régiment de La Feuillade (Infanterie)
- Régiment de La Mailleraie (Infanterie)[1]
- Régiment de La Marine (Infanterie)
- Régiment de Langeron (Infanterie)[1]
- Régiment de Montmège (Infanterie)[1]
- Régiment de Nangis (Infanterie)
- Régiment de Noailles (Infanterie)[1]
- Régiment de Pontchâteau (Infanterie)
- Régiment de Picardie (Infanterie)
- Régiment de Quincé (Infanterie)[1]
- Régiment de Roncherolles (Infanterie)
- Régiment de Saligny (Infanterie)
- Régiment de Saint-Luc (Infanterie)
- Régiment de Saint-Preuil (Infanterie)  (il est indiqué pour la défense)
- Régiment du Tôt (Infanterie)
- Régiment de Vervins (Infanterie)[1]
- Régiment du vidame d'Amiens (Infanterie)
- Régiment de Villequier (Infanterie)
- Régiment de Zillard (Infanterie)

## Pays-Bas espagnols
- Garnison de la place, dirigée par le colonel O'Neill ,  formée de 2 000 hommes :
- Corps d'armée du duc Charles de Lorraine, formée de  20 000  hommes et 12 000  cavaliers